# George Clinton
 Der er flere personer med dette navn, se George Clinton (musiker).
George Clinton (født 26. juni 1739, død 20. april 1812) var en amerikansk politiker, som var New Yorks første guvernør (1777-95, 1801-04) og USA's 4. vicepræsident (1805-12) under præsidenterne Thomas Jefferson og James Madison.